# Martin Asphaug
Martin Asphaug, född 28 april 1950 i Trondheim, är en norsk filmregissör och manusförfattare, bosatt i Skåne. Asphaug har klippt, skrivit manus och regisserat kortfilmer och ett stort antal uppdragsfilmer. Han skrev manus till Per Bloms Sølvmunn (1981) och Jan Erik Dürings filmkomedi Deilig er fjorden (1985). Han är kanske mest känd för filmen En håndfull tid (svensk titel: Tidlös kärlek) från 1989. Han var år 2004 aktuell med den erotiska thrillern Andreaskorset.

## Filmografi

### Bio
- 1989 - En Håndfull Tid
- 1990 - Svampe
- 1992 - Giftige Løgner
- 2004 - Andreaskorset
- 2005 - Kim Novak badade aldrig i Genesarets sjö

### TV
- 1994 - Min vän Percys magiska gymnastikskor
- 1996 - Zonen
- 1997 - Skärgårdsdoktorn, (ep 1-8)
- 1997 - Rederiet (säsong 5, ep 10-12)
- 2000 - Det grovmaskiga nätet
- 2001 – Återkomsten (TV-serie)
- 2001 - Kvinna med födelsemärke
- 2005 - Slangebæreren
- 2023 – Sanningen (TV-serie)

### Kortfilm
- 1986 - Stil
- 1987 - Hyl
- 1987 - Brr
- 2002 - Folk flest bor i Kina (segment SV)